# NGC 3504
NGC 3504 је спирална галаксија у сазвежђу Мали лав која се налази на NGC листи објеката дубоког неба.
Деклинација објекта је + 27° 58' 23" а ректасцензија 11h 3m 11,1s. Привидна величина (магнитуда) објекта NGC 3504 износи 10,9 а фотографска магнитуда 11,7. Налази се на удаљености од 26,5000 милиона парсека од Сунца. NGC 3504 је још познат и под ознакама UGC 6118, MCG 5-26-39, CGCG 155-49, KUG 1100+282, IRAS 11004+2814, PGC 33371.